# Olimpiai bajnok vívók listája
Az alábbi táblázatok az újkori olimpiák vívó olimpiai bajnokait ismertetik.

"

## Férfi tőr
| Év                   | Egyéni                    | Egyéni        | Csapat | Csapat        |
| -------------------- | ------------------------- | ------------- | --- | ------------- |
| 1896, Athén          | Eugène-Henri Gravelotte   | Franciaország | |               |
| 1900, Párizs         | Émile Coste               | Franciaország | |               |
| 1904, St. Louis      | Ramón Fonst               | Kuba          | Manuel Diaz, Ramón Fonst, Albertson van Zo Post                                                                             | Kuba          |
| 1912, Stockholm      | Nedo Nadi                 | Olaszország   | |               |
| 1920, Antwerpen      | Nedo Nadi                 | Olaszország   | Baldo Baldi, Tommaso Constantino, Aldo Nadi, Nedo Nadi, Abelardo Olivier, Oreste Puliti, Pietro Speziale, Rodolfo Terlizzi  | Olaszország   |
| 1924, Párizs         | Roger Ducret              | Franciaország | Philippe Cattiau, Jaques Coutrot, Roger Ducret, Lucien Gaudin, Henri Jobier, André Labatut {Guy de Luget, Joseph Peroteaux} | Franciaország |
| 1928, Amszterdam     | Lucien Gaudin             | Franciaország | Giorgio Giulio Gaudini, Gioacchino Guaragna, Giorgio Pessina, Ugo Pignotti, Oreste Puliti                                   | Olaszország   |
| 1932, Los Angeles    | Gustavo Marzi             | Olaszország   | René Bondoux, René Bougnol, Philippe Cattiau, Edward Gardére, René Lemoine {Jean Piot}                                      | Franciaország |
| 1936, Berlin         | Giulio Gaudini            | Olaszország   | Giorgio Bocchino, Manilo Di Rosa, Giulio Gaudini, Gioacchino Guaragna, Gustavo Marzi, Ciro Varratti                         | Olaszország   |
| 1948, London         | Jean Buhan                | Franciaország | André Bonin, René Bougnol, Jehan Buhan, Christian D'Oriola, Jaques Lataste, Adrien Rommel                                   | Franciaország |
| 1952, Helsinki       | Christian d'Oriola        | Franciaország | Jehan Buhan, Christian D'Oriola, Jaques Lataste, Claude Netter, Jaques Noil, Adrien Rommel                                  | Franciaország |
| 1956, Melbourne      | Christian d'Oriola        | Franciaország | Giancarlo Bergamini, Luigi Carpaneda, Manilo Di Rosa, Vittorio Lucarelli, Edoardo Mangiarotti, Antonio Spallino             | Olaszország   |
| 1960, Róma           | Viktor Zsdanovics         | Szovjetunió   | Mark Midler, Jurij Sziszikin, German Szvesnyikov, Viktor Zsdanovics {Jurij Rudov}                                           | Szovjetunió   |
| 1964, Tokió          | Egon Franke               | Lengyelország | Mark Midler, Jurij Sziszikin, German Szvesnyikov, Viktor Zsdanovics {Jurij Sarov}                                           | Szovjetunió   |
| 1968, Mexikóváros    | Ionel Drimba              | Románia       | Gilles Bertolatti, Jean-Claude Magnan, Christian Noël, Daniel Revenu {Jaques Dimont}                                        | Franciaország |
| 1972, München        | Witold Woyda              | Lengyelország | Marek Dabrowski, Jerzy Kaczmarek, Lech Koziejowski, Witold Woyda {Arkadius Godel}                                           | Lengyelország |
| 1976, Montreal       | Fabio dal Zotto           | Olaszország   | Thomas Bach, Mathias Behr, Harald Hein, Klaus Reichert {Erik Sens-Gorius}                                                   | NSZK          |
| 1980, Moszkva        | Vlagyimir Szmirnov        | Szovjetunió   | Philippe Bonnin, Bruno Boscherie, Didier Flament, Pascal Jolyot, Fréderic Pietruszka                                        | Franciaország |
| 1984, Los Angeles    | Mauro Noma                | Olaszország   | Andrea Borella, Stefano Cerioni, Mauro Numa, Angelo Scuri                                                                   | Olaszország   |
| 1988, Szöul          | Stefano Cerioni           | Olaszország   | Vlagyimir Apciauri, Tomasz Endres, Anvar Ibragimov, Borisz Koreckij, Alekszandr Romanykov                                   | Szovjetunió   |
| 1992, Barcelona      | Philippe Omnès            | Franciaország | Alexander Koch, Ulrich Schreck, Udo Wagner, Thorsten Weidner, Ingo Weissenborn                                              | Németország   |
| 1996, Atlanta        | Alessandro Puccini        | Olaszország   | Ilgar Mamedov, Vlagyiszlav Pavlovics, Dmitrij Sevcsenko                                                                     | Oroszország   |
| 2000, Sydney         | Kim Jung Ho               | Dél-Korea     | Jean-Noel Ferrari, Brice Guyart, Patrice Lhotellier, Lionel Plumenail                                                       | Franciaország |
| 2004, Athén          | Brice Guyart              | Franciaország | Andrea Cassara, Salvatore Sanzo, Simone Vanni                                                                               | Olaszország   |
| 2008, Peking         | Benjamin Philip Kleibrink | Németország   | |               |
| 2012, London         | Lej Seng                  | Kína          | Giorgio Avola, Andrea Baldini, Andrea Cassarà, Valerio Aspromonte                                                           | Olaszország   |
| 2016, Rio de Janeiro |                           |               | |               |

## Férfi párbajtőr
| Év                   | Egyéni                     | Egyéni        | Csapat | Csapat        |
| -------------------- | -------------------------- | ------------- | --- | ------------- |
| 1900, Párizs         | Ramón Fonst                | Kuba          | |               |
| 1904, St. Louis      | Ramón Fonst                | Kuba          | |               |
| 1908, London         | Gaston Albert              | Franciaország | Gaston Alibert, Bernard Gravier, Alexandre Lippmann, Eugéne Olivier {Henri Berger, Charles Collignon, Jean Stern}                    | Franciaország |
| 1912, Stockholm      | Paul Anspach               | Belgium       | Henri Anspach, Paul Anspach, Robert Hennet, Jaques Ochs, Gaston Salmon, Victor Willems                                               | Belgium       |
| 1920, Antwerpen      | Armand Massard             | Franciaország | Antonio Allocchio, Giovanni Bozza, Tommaso Constantino, Andrea Marazzi, Aldo Nadi, Nedo Nadi, Abelardo Olivier, Paolo Thaon di Revel | Olaszország   |
| 1924, Párizs         | Charles Delporte           | Belgium       | Georges Buchard, Roger Ducret, Lucien Gaidin, André Labatut, Alexandre Lippmann, Georges Tainturier {Robert Liotell}                 | Franciaország |
| 1928, Amszterdam     | Lucien Gaudin              | Franciaország | Carlo Agostini, Giancarlo Cornaggia-Medici, Renzo Minoli, Franco Riccardi {Giulio Basletta, Marcello Bertinetti}                     | Olaszország   |
| 1932, Los Angeles    | Giancarlo Cornaggia-Medici | Olaszország   | Georges Buchard, Philippe Cattiau, Fernand Jourdant, Jean Piot, Bernard Schmetz, Georges Tainturier                                  | Franciaország |
| 1936, Berlin         | Franco Riccardi            | Olaszország   | Giancarlo Cornaggia-Medici, Edoardo Mangiarotti, Alfredo Pezzana, Saverio Ragno, Franco Riccardi                                     | Olaszország   |
| 1948, London         | Luigi Cantone              | Olaszország   | Marcel Desprets, Henri Guérin, Henri Lepage, Mochel Pécheux {Édouard Artigas, Maurice Huet}                                          | Franciaország |
| 1952, Helsinki       | Edoardo Mangiarotti        | Olaszország   | Franco Bertinetti, Dario Mangiarotti, Edoardo Mangiarotti, Carlo Pavesi {Roberto Battaglia, Giuseppe Delfino}                        | Olaszország   |
| 1956, Melbourne      | Carlo Pavesi               | Olaszország   | Franco Bertinetti, Giuseppe Delfino, Edoardo Mangiarotti, Carlo Pavesi, Alberto Pellegrino {Giorgio Anglesio}                        | Olaszország   |
| 1960, Róma           | Giuseppe Delfino           | Olaszország   | Giuseppe Delfino, Edoardo Mangiarotti, Carlo Pavesi, Alberto Pellegrino {Fiorenzo Marini, Gianluigi Saccaro}                         | Olaszország   |
| 1964, Tokió          | Grigorij Krissz            | Szovjetunió   | Gábor Tamás, Kausz István, Kulcsár Győző, Nemere Zoltán {Bárány Árpád}                                                               | Magyarország  |
| 1968, Mexikóváros    | Kulcsár Győző              | Magyarország  | Fenyvesi Csaba, Kulcsár Győző, Nemere Zoltán, Schmitt Pál                                                                            | Magyarország  |
| 1972, München        | Fenyvesi Csaba             | Magyarország  | Erdős Sándor, Fenyvesi Csaba, Kulcsár Győző, Schmitt Pál {Osztrics István}                                                           | Magyarország  |
| 1976, Montreal       | Alexander Pusch            | NSZK          | Rolf Edling, Carl von Essen, Göran Flodström, Leif Högström, Hans Jacobson                                                           | Svédország    |
| 1980, Moszkva        | Johan Harmenberg           | Svédország    | Philippe Boisse, Hubert Gardas, Patrick Picot, Philippe Riboud, Michel Salaesse                                                      | Franciaország |
| 1984, Los Angeles    | Philippe Boisse            | Franciaország | Elmar Borrmann, Volker Fischer, Gerhard Heer, Rafael Nickel, Alexander Pusch                                                         | NSZK          |
| 1988, Szöul          | Arnd Schmitt               | NSZK          | Fréderic Delpla, Jean-Michel Henry, Olivier Lenglet, Philippe Riboud, Eric Srecki                                                    | Franciaország |
| 1992, Barcelona      | Eric Srecki                | Franciaország | Elmar Borrmann, Robert Felisiak, Uwe Proske, Vladimir Resnitschenko, Arnd Schmitt                                                    | Németország   |
| 1996, Atlanta        | Alekszandr Beketov         | Oroszország   | Sandro Cuomo, Angelo Mazzoni, Maurizio Randazzo                                                                                      | Olaszország   |
| 2000, Sydney         | Pavel Kolobkov             | Oroszország   | Angelo Manzoni, Paolo Milanoli, Maurizio Randazzo, Alfredo Rota                                                                      | Olaszország   |
| 2004, Athén          | Marcel Fischer             | Svájc         | Eric Boisse, Fabrice Jeannet, Jerome Jeannet, Hugues Obry                                                                            | Franciaország |
| 2008, Peking         | Matteo Tagliariol          | Olaszország   | Jerome Jeannet, Fabrice Jeannet, Ulrich Robeiri                                                                                      | Franciaország |
| 2012, London         | Rubén Limardo              | Venezuela     | |               |
| 2016, Rio de Janeiro |                            |               | |               |

## Férfi kard
| Év                   | Egyéni                     | Egyéni        | Csapat | Csapat        |
| -------------------- | -------------------------- | ------------- | --- | ------------- |
| 1896, Athén          | Joannisz Georgiadisz       | Görögország   | |               |
| 1900, Párizs         | Georges de la Falaise      | Franciaország | |               |
| 1904, St.Louis       | Manuel Diaz                | Kuba          | |               |
| 1908, London         | Fuchs Jenő                 | Magyarország  | Fuchs Jenő, Gerde Oszkár, Tóth Péter, Werkner Lajos {Földes Dezső}                                                                 | Magyarország  |
| 1912, Stockholm      | Fuchs Jenő                 | Magyarország  | Berty László, Fuchs Jenő, Mészáros Ervin, Schenkner Zoltán {Földes Dezső, Gerde Oszkár, Tóth Péter, Werkner Lajos}                 | Magyarország  |
| 1920, Antwerpen      | Nedo Nadi                  | Olaszország   | Baldo Baldi, Federico Ceserano, Francesco Gargano, Aldo Nadi, Nedo Nadi, Oreste Puliti, Giorgio Santelli, Dino Urbani              | Olaszország   |
| 1924, Párizs         | Pósta Sándor               | Magyarország  | Marcello Bertinetti, Oreste Moricca, Oreste Puliti, Giulio Sarrocchi {Renato Anselmi, Guido Balzarini, Bino Bini, Vincenzo Cuccia} | Olaszország   |
| 1928, Amszterdam     | Tersztyánszky Ödön         | Magyarország  | Garay János, Glykais Gyula, Gombos Sándor, Petschauer Attila, Rády József, Tersztyánszky Ödön                                      | Magyarország  |
| 1932, Los Angeles    | Jekelfalussy Piller György | Magyarország  | Gerevich Aladár, Glykais Gyula, Kabos Endre, Nagy Ernő, Petschauer Attila, Jekelfalussy Piller György                              | Magyarország  |
| 1936, Berlin         | Kabos Endre                | Magyarország  | Berczelly Tibor, Gerevich Aladár, Kabos Endre, Kovács Pál, Rajcsányi László, Rajczy Imre                                           | Magyarország  |
| 1948, London         | Gerevich Aladár            | Magyarország  | Berczelly Tibor, Gerevich Aladár, Kárpáti Rudolf, Kovács Pál, Rajcsányi László {Papp Bertalan}                                     | Magyarország  |
| 1952, Helsinki       | Kovács Pál                 | Magyarország  | Berczelly Tibor, Gerevich Aladár, Kárpáti Rudolf, Kovács Pál, Papp Bertalan, Rajcsányi László                                      | Magyarország  |
| 1956, Melbourne      | Kárpáti Rudolf             | Magyarország  | Gerevich Aladár, Hámori Jenő, Kárpáti Rudolf, Keresztes Attila, Kovács Pál, Magay Dániel                                           | Magyarország  |
| 1960, Róma           | Kárpáti Rudolf             | Magyarország  | Horváth Zoltán, Kárpáti Rudolf, Kovács Pál, Mendelényi Tamás {Delneky Gábor, Gerevich Aladár}                                      | Magyarország  |
| 1964, Tokió          | Pézsa Tibor                | Magyarország  | Nugzar Asztiani, Umar Mavlihanov, Mark Rakita, Jakov Rilszkij {Borisz Melnyikov}                                                   | Szovjetunió   |
| 1968, Mexikóváros    | Jerzy Pawlowski            | Lengyelország | Vlagyimir Nazlimov, Mark Rakita, Viktor Szigyak, Eduard Vinokurov {Umar Mavlihanov}                                                | Szovjetunió   |
| 1972, München        | Viktor Szigyak             | Szovjetunió   | Michele Maffei, Mario Aldo Montano, Tullio Montano, Rolando Rigoli {Cesare Salvadori}                                              | Olaszország   |
| 1976, Montreal       | Viktor Krovopuszkov        | Szovjetunió   | Viktor Krovopuszkov, Vlagyimir Nazlimov, Viktor Szigyak, Eduard Vinokurov {Mihail Burcev}                                          | Szovjetunió   |
| 1980, Moszkva        | Viktor Krovopuszkov        | Szovjetunió   | Nyikolaj Aljohin, Mihail Burcev, Viktor Krovopuszkov, Vlagyimir Nazlimov, Viktor Szigyak                                           | Szovjetunió   |
| 1984, Los Angeles    | Jean-Francois Lamour       | Franciaország | Angelo Arcidiacono, Gianfranco Dalla Barba, Marco Marin, Ferdinando Meglio, Giovanni Scalzo                                        | Olaszország   |
| 1988, Szöul          | Jean-Francois Lamour       | Franciaország | Bujdosó Imre, Csongrádi László, Gedővári Imre, Nébald György, Szabó Bence                                                          | Magyarország  |
| 1992, Barcelona      | Szabó Bence                | Magyarország  | Vagyim Gucajt, Grigorij Kirijenko, Georgij Pogoszov, Sztanyiszlav Pozdnyakov, Alekszandr Sirsov                                    | FÁK           |
| 1996, Atlanta        | Sztanyiszlav Pozdnyakov    | Oroszország   | Grigorij Kirijenko, Sztanyiszlav Pozdnyakov, Szergej Sarikov                                                                       | Oroszország   |
| 2000, Sydney         | Mihai Covaliu              | Románia       | Szergej Csarikov, Alekszej Frosszine, Sztanyiszlav Pozdnyakov                                                                      | Oroszország   |
| 2004, Athén          | Aldo Montano               | Olaszország   | Julien Pillet, Damien Touya, Gael Touya                                                                                            | Franciaország |
| 2008, Peking         | Zhong Man                  | Kína          | Julien Pillet, Boris Sanson, Nicolas Lopez                                                                                         | Franciaország |
| 2012, London         | Szilágyi Áron              | Magyarország  | Ku Bongil, Kim Csonghvan, O Unszok, Von Ujong                                                                                      | Dél-Korea     |
| 2016, Rio de Janeiro | Szilágyi Áron              | Magyarország  | |               |
| 2020, Tokió          | Szilágyi Áron              | Magyarország  | |               |
| 2024, Párizs         | O Szanguk                  | Dél-Korea     | Ku Bongil, To Gjongdong, O Szanguk, Pak Szangvon                                                                                   | Dél-Korea     |

## Női tőr
| Év                   | Egyéni                | Egyéni                | Csapat                                                                                                   | Csapat        |
| -------------------- | --------------------- | --------------------- | --- | ------------- |
| 1924, Párizs         | Ellen Osiier          | Dánia                 | |               |
| 1928, Amszterdam     | Helene Mayer          | Németország           | |               |
| 1932, Los Angeles    | Ellen Preis           | Ausztria              | |               |
| 1936, Berlin         | Elek Ilona            | Magyarország          | |               |
| 1948, London         | Elek Ilona            | Magyarország          | |               |
| 1952, Helsinki       | Irene Camber          | Olaszország           | |               |
| 1956, Melbourne      | Gillian Mary Sheen    | Nagy-Britannia        | |               |
| 1960, Róma           | Adelheid Schmid       | Egyesült Német Csapat | Tatjana Petrenko, Valentyina Prudszkova, Valentyina Rasztvorova, Ljudmila Sisova {Galina Grohorova}      | Szovjetunió   |
| 1964, Tokió          | Rejtő Ildikó          | Magyarország          | Juhász Katalin, Ágoston Judit, Dömölky Lídia, Rejtő Ildikó {Marosi Paula}                                | Magyarország  |
| 1968, Mexikóváros    | Jelena Novikova       | Szovjetunió           | Galina Grohorova, Jelena Novikova, Tatjana Szamuszenko, Alekszandra Zabelina {Szvetlana Csirkova}        | Szovjetunió   |
| 1972, München        | Antonella Ragno-Lonzi | Olaszország           | Jelena Bjelova-Novikova, Galina Gorohova, Tatjana Szamuszenko, Alekszandra Zabelina {Szvetlana Csirkova} | Szovjetunió   |
| 1976, Montreal       | Tordasi Ildikó        | Magyarország          | Jelena Bjelova-Novikova, Nailija Giljazova, Olga Knyazeva, Valentyina Szidorova {Valentyina Nyikonova}   | Szovjetunió   |
| 1980, Moszkva        | Pascale Trinquet      | Franciaország         | Isabelle Bégard, Véronique Brouquier, Brigitte Gaudin-Latrille, Christine Muzio, Pascale Trinquet        | Franciaország |
| 1984, Los Angeles    | Luan Csü-csie         | Kína                  | Sabine Bischoff, Zita-Eva Funkenhauser, Cornelia Hanisch, Christiane Weber, Ute Wessel                   | NSZK          |
| 1988, Szöul          | Anja Fichtel          | NSZK                  | Sabine Bau, Anja Fichtel, Zita-Eva Funkenhauser, Anette Klug, Christiane Weber                           | NSZK          |
| 1992, Barcelona      | Giovanna Trillini     | Olaszország           | Diana Bianchedi, Francesca Bartolozzi, Giovanna Trillini, Dorina Vaccaroni, Margherita Zalaffi           | Olaszország   |
| 1996, Atlanta        | Laura Badea           | Románia               | Francesca Bartolozzi, Giovanna Trillini, Valentina Vezzali                                               | Olaszország   |
| 2000, Sydney         | Valentina Vezzali     | Olaszország           | Diana Bianchedi, Giovanna Trillini, Valentina Vezzali                                                    | Olaszország   |
| 2004, Athén          | Valentina Vezzali     | Olaszország           | |               |
| 2008, Peking         | Valentina Vezzali     | Olaszország           | Viktoria Nyikicsina, Szvetlana Bijko, Jevgenija Lamonova                                                 | Oroszország   |
| 2012, London         | Elisa Di Francisca    | Olaszország           | Arianna Errigo, Elisa Di Francisca, Ilaria Salvatori, Valentina Vezzali                                  | Olaszország   |
| 2016, Rio de Janeiro |                       |                       | |               |

## Női párbajtőr
| Év                   | Egyéni           | Egyéni        | Csapat                                                                | Csapat        |
| -------------------- | ---------------- | ------------- | --------------------------------------------------------------------- | ------------- |
| 1996, Atlanta        | Laura Flessel    | Franciaország | Valérie Barloise, Laura Flessel, Sophie Moressee                      | Franciaország |
| 2000, Sydney         | Nagy Tímea       | Magyarország  | Karina Aznavurjan, Marija Mazina, Tatjana Logunova                    | Oroszország   |
| 2004, Athén          | Nagy Tímea       | Magyarország  | Okszana Jermakova, Tatjana Logunova, Anna Zsivkova, Karina Aznavurjan | Oroszország   |
| 2008, Peking         | Britta Heidemann | Németország   |                                                                       |               |
| 2012, London         | Jana Semjakina   | Ukrajna       | Szun Jü-csie, Hszü An-csi, Li Na, Lo Hsziao-csüan                     | Kína          |
| 2016, Rio de Janeiro | Szász Emese      | Magyarország  |                                                                       |               |

## Női kard
| Év                   | Egyéni         | Egyéni    | Csapat                                                  | Csapat  |
| -------------------- | -------------- | --------- | ------------------------------------------------------- | ------- |
| 2004, Athén          | Mariel Zagunis | USA       |                                                         |         |
| 2008, Peking         | Mariel Zagunis | USA       | Olga Harlan, Olena Homrova, Halina Pundyk, Olga Zsovnir | Ukrajna |
| 2012, London         | Kim Dzsijon    | Dél-Korea |                                                         |         |
| 2016, Rio de Janeiro |                |           |                                                         |         |

## Megszűnt versenyszámok (férfiak)
| Olimpia         | Sportág                                          | Bajnok(ok)            | Bajnok(ok)    |
| --------------- | ------------------------------------------------ | --------------------- | ------------- |
| 1896, Athén     | Tőr vívómesterek részére                         | Leonidasz Pirgosz     | Görögország   |
| 1900, Párizs    | Kard hivatásos versenyzők részére                | Antonio Conte         | Olaszország   |
| 1900, Párizs    | Párbajtőr amatőr és hivatásos versenyzők részére | Albert Ayat           | Franciaország |
| 1900, Párizs    | Párbajtőr hivatásos versenyzők részére           | Albert Ayat           | Franciaország |
| 1900, Párizs    | Tőr hivatásos versenyzők részére                 | Lucien Mérignac       | Franciaország |
| 1904, St. Louis | Botvívás                                         | Albertson van Zo Post | Kuba          |